# Aupark Tower
Aupark Tower je výšková budova v Bratislavě. Stojí v Einsteinově ulici v městské části Petržalka. Má 22 podlaží a její výška je 96 metrů. Stavba začala v roce 2006, budova byla dokončena koncem roku 2007.